# Кевін Гарсія Мартінес
Кевін Гарсія Мартінес (ісп. Kevin García Martínez, нар. 8 вересня 1989, Пальма) — іспанський футболіст, лівий захисник.

## Ігрова кар'єра
У дорослому футболі дебютував 2008 року виступами за команду «Мальорка Б», а за два роках почав грати за головну команду «Мальорки» у Ла-Лізі. У найвищому іспанському дивізіоні протягом трьох років відіграв за клуб з Балеарських островів у 31 матчі, а після втрати командою місця в Ла-Лізі ще протягом року захищав її кольори на рівні Сегунди.
2014 року перебрався до Греції, де протягом двох сезонів грав за «Панетолікос», після чого повернувся на батьківщину і упродовж другої половини 2010-х виступав за третьолігові «Оспіталет», «Гіхуело», «Бургос» та «Реал Мурсія».
Згодом знову виступав у Греції, спочатку за «Панетолікос», а згодом за «Ксанті». 2022 року став гравцем нижчолігового іспанського клубу «Андрач».